# Járványtan

A közösségi távolságtartással, önkéntes karanténba vonulással csökkenthető a fertőzés terjedésének és a járvány negatív társadalmi hatásainak a mértéke

Poláris diagram a krími háborúban kezelt sebesültek halálozási arányainak változásáról Florence Nightingale angol ápolónő és statisztikus jelentéséből, amelyet 1858-ban Viktoria királynőnek küldött a brit hadsereg állapotáról

A járványtan vagy epidemiológia az egészséghez kötődő jelenségekkel (betegség, fizikai és kémiai ágensek stb.) és ezek időbeli variációinak mérésével foglalkozik. A járványtan a mikrobiális populációbiológia vagy populációdinamika azon ága, amely a mikrobák szaporodását és terjedését nem a mikrobák abszolút mennyiségében, hanem az általuk megfertőzött egyedek számában méri.
A járványtan foglalkozik továbbá az egyes populációk egészségügyi állapotával, a populációkban várható élettartammal is. Vizsgálja az egyes egyedek és a populációk egészségi állapotát meghatározó tényezőket, alapot nyújtva a népegészségügyi intézkedéseknek.
Az 1960-ban, Prágában megtartott nemzetközi, a járványtan témakörében zajló tanácskozás a következőképpen fogalmazta meg a járványtan fogalmát: "A járványtan az orvostudomány önálló ága, amely a fertőző betegségek keletkezésének és elterjedésének okait kutatja, és a rendelkezésre álló eszközöket felhasználva megelőzésükre, végső soron teljes felszámolásukra törekszik." (forrás?)
A járványtan fogalmát gyakran összetévesztik a járványos betegségek kutatásának, az infektológiának a szakterületével.

## Története

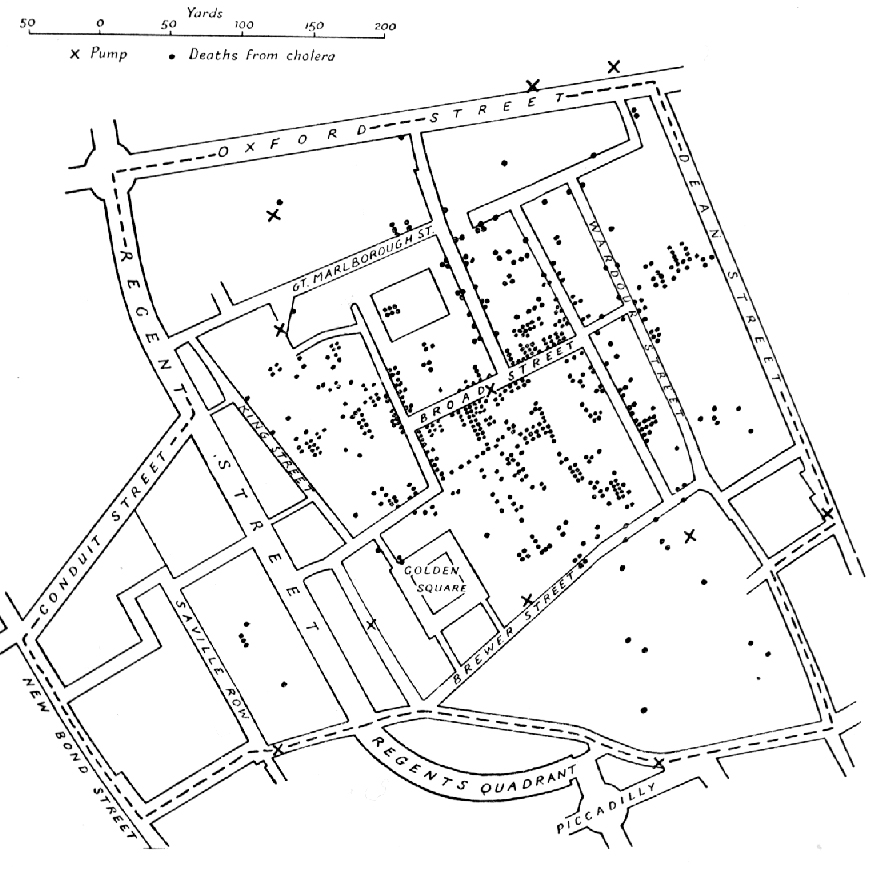
Dr. Snow térképe a londoni Soho kerületéről az 1854-es kolerjárvány fertőzéseiról

A tulajdonképpeni járványtan története Dr. John Snow kutatásaival kezdődik, aki az 1854-es kolerát tanulmányozta London Soho kerületében. Az esetek feltérképezése alapján arra jutott, hogy a fertőzés forrása egy nyilvános vízhálózat volt. A fertőzött kutakat rendőri erőkkel lezáratta, és a kolera terjedése megállt. Mindamellett utalások vannak arra, hogy az epidémia már csillapodóban volt a kutak lezárásakor.
Giovanni Maria Lancisi (1654 – 1720), a pápa orvosa már a 18. században a mocsarak lecsapolására és a jobb higiéniára vezette vissza a különféle betegségek, köztük a malária visszaszorulását.
Peter Anton Schleisner dán orvos 1849-ben megfékezte a Vestmann-szigeteki tetanuszepidémiát. Az úttörők közé tartozik Semmelweis Ignác is, aki 1847-ben felfedezte, hogy a gyermekágyi láz jobb higiéniával megelőzhető. Felismeréseit, eredményeit 450 oldalas könyvben tette közzé 1860-ban (1861-es évszámmal). Antiszeptikus eljárását figyelmen kívül hagyta a magyar és az osztrák orvosi közvélemény. Kortársai kinevették, bolondnak tartották, és intézkedéseit nem vették komolyan. Nem hitték el neki, hogy láthatatlan kórokozókat, baktériumokat visznek át. Halála után eljárása feledésbe merült. 
Éppen Semmelweis halála évében, 1865-ben Joseph Lister angol sebész Louis Pasteur egyik művéből megismerte a kórokozó baktériumok elméletét, s felfedezte, hogy a baktériumokat el kell pusztítani, mielőtt azok a nyílt sebbe bejutnának. Ehhez bevezetett egy sor antibakteriális eljárást. Lister első tanulmányát az antiszeptikus sebészetről 1867-ben jelentette meg, de még neki is több évtizedes küzdelmet kellett folytatnia, hogy az orvosi gyakorlatban meghonosodjon a felfedezés. 
A fertőtlenítés módszerének elterjedéséhez nagy lökést adott, amikor 1880-ban, a Gotthard-alagút építése közben felfedezték az ancylostoma duodenalet, egy horgasfejű galandféregfajt, a Szent-Gotthard-kór kórokozóját. A járványtani ismeretek alapján jobb munkakörülményeket biztosítottak, és a higiénián is javítottak. 
A huszadik század elejétől matematikai módszereket is alkalmaznak a betegségek előfordulására és terjedésük előrejelzésére.

## Feladatai
A járványtan a különböző összehasonlító módszerek együttese, melyek lehetővé teszik a kóros jelenségeket kiváltó tényezők gyakorisági okainak feltárását. A fertőző megbetegedések, járványok keletkezésével, terjedésével, a folyamatok törvényszerűségével, megszüntetésével foglalkozó tudomány.
Statisztikákat készít a betegségekről és a kiváltó okokról, matematikailag modellezi terjedésüket. Mindezt filozófiai és etikai szempontból is áttekinti. Az okok felderítéséhez kísérletekre is szükség lehet, így vizsgálják a táplálkozás, a stressz, a szociális helyzet, és a vegyszerek szerepét. Kísérleteket végeznek a következmények megállapításához, a maradandó állapot, a közérzet és a betegség alakulásához.
Matematikai modellekkel jósolják meg a járványok megjelenését, valószínű terjedését. Ezeket a modelleket használják az oltási kampányok megtervezésében.
A járványtani vizsgálatokat rendszerint három részre osztják fel, úgymint leíró, elemző és kísérleti tevékenységekre. Az új betegségek kielemzésében, mint a SARS, a madárinfluenza vagy a COVID–19, a járványtan megkerülhetetlen.

## Kapcsolódó tudományágak
A járványtan, számos más tudományágra is támaszkodik, mint például a: 
- mikrobiológia, amely tisztázza az egyes fertőző betegségek kórokát, a kórokozók tulajdonságait, és kidolgozza a különféle védőoltásokat.
- A közegészségtan, település-, élelmezés-, munka-, és a személyi higiéne kérdéseit tanulmányozza.
- Az orvosi meteorológia, a fertőző betegségek évszakonként változó előfordulására, illetve az időjárási viszonyok és a fertőző betegségek gyakorisága között kutatja az okokat.
- A klinikai tudományágak, amelyek a fertőző betegségek lefolyására, gyógyítására adnak jellemző adatokat.
- A társadalomtudományi módszerekkel a fertőző betegségek, és a szociális ellátottság között fennálló kapcsolatot vizsgálják.

## Felosztása
A járványtan, általános és részletes fejezetekre oszlik, melyből az első az általános érvényű megállapításokat, míg a részletes, az egyes fertőző megbetegedésekre jellemző ismereteket tárgyalja.

### Fontos szakterületei
- általános modellező epidemiológia
- humán epidemiológia
- állat-egészségügyi epidemiológia
- növény-egészségügyi epidemiológia

## A megelőző orvostudomány
Az epidemiológia humán egészség- és Állatorvostudományi alkalmazott területe a megelőző orvostudomány (nemzetközi nevén a preventív medicina) egyik fontos részét is képezi. A megelőző orvostudomány a járványtanon kívül az azzal szoros kapcsolatban álló közegészségtant is tartalmazza.
A preventív medicina az egészséghez kötődő jelenségek: betegség, fizikai, kémiai és biológiai ágensek, társadalmi szintű valamint térbeli és időbeli eloszlásának tanulmányozásával foglalkozik. Vizsgálatának célja azon ismeretek feltárása, amelyek a populáció egészségi állapotát döntő módon befolyásolják, annak érdekében, hogy a veszélyforrásokat minimalizálja, a lehetséges problémákat (járványokat, tömeges megbetegedéseket) megelőzze. Az elemző közegészségtan a különböző összehasonlító módszerek együttesének felhasználásával, analizálja a kóros jelenségeket kiváltó tényezők gyakorisági viszonyait és az azt kiváltó okokat.
A megelőző orvostani és népegészségtan oktatásakor a következő alapismereteket tanítják a Debreceni Egyetemen:
| - egészségpolitika - demográfiai alapismeretek - orvosi szociológiai alapismeretek - biostatisztika - epidemiológia - fertőző betegségek epidemiológiája - nem fertőző betegségek epidemiológiája - toxikológiai alapismeretek - kémiai biztonság - környezet-egészségtan | - munkaegészségtan - élelmezés és táplálkozás-egészségtan - a népbetegségek genetikai alapjai / prediktív medicina - kockázatbecslés, -kezelés és -kommunikáció - magatartástudományi alapismeretek - egészségfejlesztés - hátrányos helyzetű közösségek speciális népegészségügyi problémái - egészségügyi ellátórendszerek és szabályozások - egészségügyi minőségbiztosítás és -fejlesztés - egészségügyi közigazgatási és jogi ismeretek |

## Mérőszámok a járványtanban

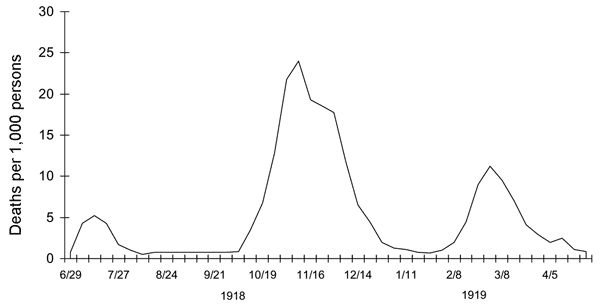
A 20. századi spanyolnátha influenza- és tüdőgyulladási mortalitása, Egyesült Királyság, 1918–1919

A mérőszámok segítik a népesség egészségügyi helyzetének áttekintését, és egy betegség terjedésének megértését. Ha egy adott mérőszám átlép egy korlátot, akkor jelzi, hogy célzott intézkedésekre van szükség. Az adott helyzet előre meghatározott módon kezelhető, és jobban látható az egyes intézkedések hatása.
A gyakoribb mérőszámok: a kockázat, az élethossziglani kockázat, a prevalencia, az incidencia, az attribúciós kockázat, és a reprodukciós ráta.

### Kockázat
A kockázat az adott időtartam alatti megbetegedés vagy halál valószínűségét jelenti egy adott csoportban. Példaként tekintsünk egy 1000 fős csoportot, akik közül tizenöt év alatt húszan haltak meg, így ebben a csoportban a halálozási kockázat 20/1000. (Checkoway et al. 1989). 
Betegségek esetén fontos figyelembe venni, hogy egy személy többször is megbetegedhet egy adott betegségben. Így 1000 ember esetén egy év alatt akár 1500 náthát is regisztrálhatnak.

### Élethossziglani kockázat
Az élethossziglani kockázat az egy élet tartamára számított kockázat. Azt méri, hogy mekkora esély van az adott betegségben megbetegedni a teljes élettartam alatt.

### Prevalencia
A prevalencia egy adott populációt érintő jelleg (pl. betegség) előfordulási gyakorisága. Checkoway és társai (1989) szerint meg lehet különböztetni az adott időpontban ill. időszakban fellépő prevalenciát. Az adott időtartamra vonatkozó prevalencia nehezen interpretálható, ezért inkább az egy időpontra megadott prevalenciát alkalmazzák. Általában ezt nevezik prevalenciának. Nem tévesztendő össze az incidenciával, ami az új esetek számát, illetve arányát adja meg. 
Példa: 2002. január elsején az XYZ vállalat 1024 dolgozója küszködött hátfájással. A vállalat dolgozóinak összlétszáma 15 000, tehát a prevalencia 0,068 volt 2002. január elsején.

### Incidencia
Az incidencia az új megbetegedések aránya a teljes népességben. Megfelel az abszolút rizikónak, ami egy adott csoportban méri az új megbetegedések számát. A relatív rizikó ellenben azt méri, hogy a fertőzésveszélynek kitett egyének mekkora arányban kapják el a betegséget.
Az incidencia segít leírni a rizikócsoportokat. Például kimutatható vele, hogy a rák inkább az idősek betegsége, mint a fiataloké. Ezért az okok összefüggnek egyes, a kortól függő tényezőkkel. Ezek a tényezők segíthetnek megérteni a rák okait.

### Az incidencia és a prevalencia kapcsolata
Az incidencia és a prevalencia közötti kapcsolatot el lehet képzelni úgy, hogy az incidencia egy csap egy medencébe, amiben a vízszint a prevalencia. A medence két kifolyója a gyógyulás és a halál incidenciája. Ha ugyanannyi folyik be, mint amennyi ki, akkor a medence szintje változatlan marad. Ez jelzi a prevalencia dinamikus egyensúlyát:
incidenciabetegség = incidenciagyógyulás + incidenciahalál
Az incidencia a prevalenciával szemben megmutatja, hogy például hány baleset történik. Mivel az incidenciába nem számít bele, hogy rövid, vagy hosszú ideig tart-e a felépülés, azért leginkább a megelőzésben van szerepe. Ha sikerül megelőzni egy balesetet, akkor eggyel kevesebb kezelésre van szükség. Ezzel szemben a prevalencia azt segít kiszámítani, hogy például mennyibe kerül a balesetek áldozatainak kezelése.

### Attribúciós kockázat
Az attribúciós rizikó segít felmérni, hogy mennyire járul hozzá egy tényező egy betegség kialakulásához.
Példa: napi tíz cigaretta elszívása és a tüdőrák közötti kapcsolat:
attribúciós kockázat = incidencia10 – incidencia,0
azaz a napi tíz szál cigarettát szívók és a nem dohányzók kockázatát hasonlítjuk össze. A nem dohányzók kockázata a maradék kockázat.

### Reprodukciós ráta
A reprodukciós ráta megadja, hogy egy fertőzés hány további fertőzést okozhat egy védtelen népességben. A nettó reprodukciós ráta figyelembe veszi a védettséget is. Az epidémia megfékezésére a nettó reprodukciós rátát egyre kell csökkenteni. A járvány felszámolására ezt a mérőszámot egy alá kell vinni. Minél kisebb ez az érték, annál előbb szabadulhatunk meg a bajtól.
Példák reprodukciós rátákra:
- malária: több, mint 1000
- kanyaró: 15-18
- járványos gyermekbénulás: 6-8

| {\displaystyle {\mathsf {N_{0}={\frac {R_{0}*(100-n)}{100}}}}} |
| vagy: {\displaystyle {\mathsf {N_{0}=R_{0}*(100\%-n)}}}        |
|                                                                |
| R0: reprodukciós ráta                                          |
| N0: nettó reprodukciós ráta                                    |
| n: az immunizált népesség aránya (átoltottság)                 |

A képletekből következik, hogy az endémia elkerülése végett a malária ellen a népesség 99,9%-át, a kanyaró ellen 93,7%-át, és a gyermekbénulás ellen 86%-át kell beoltani. Ha az átoltottsági arány ennél alacsonyabb, akkor a következmény helyi endémia lehet. Tehát a beoltassam-e a gyereket kérdésnek nemcsak személyes, hanem közegészségügyi vonatkozása is van. Bár egy gyereknek kevés arra az esélye, hogy rózsahimlőben, vagy kanyaróban haljon meg, de terjeszti a betegséget, így azok a felnőttek is elkaphatják, akik még nem találkoztak ezeknek a gyermekbetegségeknek a kórokozóival. Náluk ezek a betegségek súlyosabbak szövődményekkel is járhatnak.
Extrém példaként említhető a malária: Kenyában a betegség elhatalmasodott, míg Indiában féken tartható. Kenyában a reprodukciós ráta 1900 körüli, míg Pandzsábban csak 1,4. A kórokozó mindkét esetben ugyanaz (plasmodium falciparum), de a maláriát terjesztő szúnyogfajok különböznek. 
Kenyában az anopheles gambiae él, aminek minden második nap vért kell szívnia, ráadásul kizárólagosan embervérre specializálta magát. Ellenben a panzsábi anopheles culicifacies csak minden harmadik nap kell vért szívnia, és áldozatainak csak 10%-a ember. Ráadásul a két faj élettartama is különböző: egy csípés után x nappal az anopheles gambiae egyedeinek x0,95-része van még életben, ellenben az anopheles culicifacies faj egyedeinek x0,75-része éri meg az x-edik napot a csípés után. Ez szintén nagy különbséget jelent, tekintve, hogy a kórokozónak 12 napot kell eltöltenie a szúnyogban, mielőtt újra fertőzőképessé válik.

## Endémia, epidémia és pandémia
Az endémia egy adott betegség megszokott előfordulása egy adott népességben. Ha ez egy adott mérőszámot meghalad – influenza esetén 10%-os fertőzöttségi arány – akkor epidémiáról van szó. Az epidémia úgy is definiálható, mint a fertőzöttségi arány időszakos, a megszokottnál nagyobb mértékű megemelkedése egy adott területen.
Pandémiáról akkor beszélnek, ha a fertőzöttségi arány több kontinensen is nagy mértékben megemelkedik. 
Az egyes besorolások csak a fertőzöttségi aránytól függenek, és semmi közük sincs a betegség súlyosságához, lefolyásához, vagy a betegség miatti halálozás arányához.

## Járványtani vonatkozások
Az orvostudománnyal szemben a járványtan a betegségeket azok földrajzi, gazdasági és társadalmi környezetében tekinti. Ez elengedhetetlen a különböző megbetegedést okozó tényezők feltárásában. Így bizonyítható be például, hogy az AIDS-et a HIV vírus okozza.
Az egyes tényezők kölcsönhatásban állnak egymással. Egy példa:
- Egy adott vidéken az éghajlat lehetővé teszi, hogy az ottani termények fogyasztásával elkerülhető legyen az alultápláltság és a hiánybetegségek. Az emberek egészségesebbek, kevesebbszer kell otthon maradniuk, ezért a gyerekek rendszeresen tudnak iskolába járni, ezzel jobbak lesznek a tanulmányi eredményeik.
- A jobb tanulmányi eredményekkel a gyerekek továbbtanulhatnak, és magasabb képzettséget érhetnek el. Ezáltal jobb állást kaphatnak felnőttként, és jobban kereshetnek.
- A magasabb keresetek lehetővé teszik a jobb táplálkozást, a jobb egészségügyi ellátást, vagy akár azt is, hogy elköltözzenek egy egészségesebb vidékre, ahol például nincs malária.
- Egy általános, mindenkire kiterjedő egészségbiztosítási rendszer lehetővé teszi, hogy a családok ne csak az elsőszülött fiú egészségével törődjenek. A járványtan tudósai azt javasolják, hogy úgy alakítsák az egészségügyi rendszert, hogy a család, mint egész termelőképes maradjon.

## Lásd még
- Botulizmus
- Ételmérgezés
- Húsmérgezés
- Epidemiológiai modellek
- Incidencia (epidemiológia)